# Ligue B de la Ligue des nations de l'UEFA 2020-2021
Navigation
Ligue B 2018-2019 Ligue B 2022-2023
La Ligue B de la Ligue des nations 2020-2021 est la deuxième division de la Ligue des nations 2020-2021, deuxième édition d'une compétition impliquant les équipes nationales masculines des 55 associations membres de l'UEFA.

## Format
La Ligue B se compose de 8 associations de Ligue B de la Ligue des nations 2018-2019 plus huit équipes promues de Ligue C de la précédente édition, et se divise en quatre groupes de quatre équipes. Les vainqueurs de chaque groupe seront promus en Ligue A lors de la prochaine édition, les équipes classées quatrièmes de chaque groupe sont reléguées en Ligue C.

### Tirage au sort
Les équipes sont attribuées à la Ligue B en fonction de la liste d'accès basée sur le classement général de la précédente édition à une exception près, les équipes promues lors de l'édition précédente sont classées devant les équipes devant être reléguées lors de la première édition (uniquement les équipes ayant terminé première de leur groupe lors de la première édition), avant que le format de la compétition change. Elles sont réparties en quatre chapeaux de quatre équipes, placées selon leur coefficient.
Le tirage au sort de la phase de ligue a lieu au Beurs van Berlage Conference Centre d'Amsterdam, le 3 mars 2020.
| Équipe         | Classement |
| -------------- | ---------- |
| Russie         | 17         |
| Autriche       | 18         |
| Pays de Galles | 19         |
| Tchéquie       | 20         |

| Équipe   | Classement |
| -------- | ---------- |
| Écosse   | 21         |
| Norvège  | 22         |
| Serbie   | 23         |
| Finlande | 24         |

| Équipe               | Classement |
| -------------------- | ---------- |
| Slovaquie            | 25         |
| Turquie              | 26         |
| République d'Irlande | 27         |
| Irlande du Nord      | 28         |

| Équipe   | Classement |
| -------- | ---------- |
| Bulgarie | 29         |
| Israël   | 30         |
| Hongrie  | 31         |
| Roumanie | 32         |

## Groupes
Légende des classements
- Promotion en Ligue A
- Relégation en Ligue C

### Groupe 1
| Rang | Équipe          | Pts | J | G | N | P | Bp | Bc | Diff |  | Résultats (▼ dom., ► ext.) |     |     |     |     |
| ---- | --------------- | --- | - | - | - | - | -- | -- | ---- |  | -------------------------- | --- | --- | --- | --- |
| 1    | Autriche        | 13  | 6 | 4 | 1 | 1 | 9  | 6  | +3   |  | Autriche                   |     | 1-1 | 2-3 | 2-1 |
| 2    | Norvège         | 10  | 6 | 3 | 1 | 2 | 12 | 7  | +5   |  | Norvège                    | 1-2 |     | 4-0 | 1-0 |
| 3    | Roumanie        | 8   | 6 | 2 | 2 | 2 | 8  | 9  | -1   |  | Roumanie                   | 0-1 | 3-0 |     | 1-1 |
| 4    | Irlande du Nord | 2   | 6 | 0 | 2 | 4 | 4  | 11 | -7   |  | Irlande du Nord            | 0-1 | 1-5 | 1-1 |     |

| 1re journée            | Norvège     | 1 - 2   | Autriche                              | Ullevaal Stadion, Oslo                                     |                                                            |
| 4 septembre 2020 20h45 | Haaland 67e | (0 - 1) | 36e Gregoritsch · 55e (pen.) Sabitzer | Spectateurs : 0 (huis clos) Arbitrage : Mattias Gestranius | Spectateurs : 0 (huis clos) Arbitrage : Mattias Gestranius |
| 4 septembre 2020 20h45 | Rapport     |         |                                       | Spectateurs : 0 (huis clos) Arbitrage : Mattias Gestranius | Spectateurs : 0 (huis clos) Arbitrage : Mattias Gestranius |

|               | Roumanie   | 1 - 1   | Irlande du Nord | Arena Națională, Bucarest                                 |                                                           |
| 20h45 (21h45) | Pușcaș 26e | (1 - 0) | 87e Whyte       | Spectateurs : 0 (huis clos) Arbitrage : François Letexier | Spectateurs : 0 (huis clos) Arbitrage : François Letexier |
| 20h45 (21h45) | Rapport    |         |                 | Spectateurs : 0 (huis clos) Arbitrage : François Letexier | Spectateurs : 0 (huis clos) Arbitrage : François Letexier |

| 2e journée                     | Irlande du Nord | 1 - 5   | Norvège                                           | Windsor Park, Belfast                                      |                                                            |
| 7 septembre 2020 20h45 (19h45) | McNair 7e       | (1 - 3) | 3e Elyounoussi · 8e 59e Haaland · 20e 48e Sørloth | Spectateurs : 0 (huis clos) Arbitrage : Bartosz Frankowski | Spectateurs : 0 (huis clos) Arbitrage : Bartosz Frankowski |
| 7 septembre 2020 20h45 (19h45) | Rapport         |         |                                                   | Spectateurs : 0 (huis clos) Arbitrage : Bartosz Frankowski | Spectateurs : 0 (huis clos) Arbitrage : Bartosz Frankowski |

|       | Autriche                      | 2 - 3   | Roumanie                            | Wörthersee Stadion, Klagenfurt                       |                                                      |
| 20h45 | Baumgartner 18e · Onisiwo 82e | (1 - 1) | 4e Alibec · 52e Grigore · 71e Maxim | Spectateurs : 0 (huis clos) Arbitrage : Glenn Nyberg | Spectateurs : 0 (huis clos) Arbitrage : Glenn Nyberg |
| 20h45 | Rapport                       |         |                                     | Spectateurs : 0 (huis clos) Arbitrage : Glenn Nyberg | Spectateurs : 0 (huis clos) Arbitrage : Glenn Nyberg |

| 3e journée            | Norvège                           | 4 - 0   | Roumanie | Ullevaal Stadion, Oslo                      |                                             |
| 11 octobre 2020 18h00 | Haaland 13e 64e 74e · Sørloth 39e | (2 - 0) |          | Spectateurs : 200 Arbitrage : Ivan Kružliak | Spectateurs : 200 Arbitrage : Ivan Kružliak |
| 11 octobre 2020 18h00 | Rapport                           |         |          | Spectateurs : 200 Arbitrage : Ivan Kružliak | Spectateurs : 200 Arbitrage : Ivan Kružliak |

|               | Irlande du Nord | 0 - 1   | Autriche        | Windsor Park, Belfast                        |                                              |
| 20h45 (19h45) |                 | (0 - 1) | 42e Gregoritsch | Spectateurs : 600 Arbitrage : Petr Ardeleánu | Spectateurs : 600 Arbitrage : Petr Ardeleánu |
| 20h45 (19h45) | Rapport         |         |                 | Spectateurs : 600 Arbitrage : Petr Ardeleánu | Spectateurs : 600 Arbitrage : Petr Ardeleánu |

| 4e journée            | Norvège          | 1 - 0   | Irlande du Nord | Ullevaal Stadion, Oslo    |                           |
| 14 octobre 2020 20h45 | Dallas 68e (csc) | (0 - 0) |                 | Arbitrage : Kristo Tohver | Arbitrage : Kristo Tohver |
| 14 octobre 2020 20h45 | Rapport          |         |                 | Arbitrage : Kristo Tohver | Arbitrage : Kristo Tohver |

|               | Roumanie | 0 - 1   | Autriche   | Stade Ilie Oană, Ploiești    |                              |
| 20h45 (21h45) |          | (0 - 0) | 76e Schöpf | Arbitrage : Daniel Stefański | Arbitrage : Daniel Stefański |
| 20h45 (21h45) | Rapport  |         |            | Arbitrage : Daniel Stefański | Arbitrage : Daniel Stefański |

| 5e journée             | Autriche               | 2 - 1   | Irlande du Nord | Stade Ernst-Happel, Vienne   |                              |
| 15 novembre 2020 20h45 | Schaub 81e · Grbić 87e | (0 - 0) | 75e Magennis    | Arbitrage : Maurizio Mariani | Arbitrage : Maurizio Mariani |
| 15 novembre 2020 20h45 | Rapport                |         |                 | Arbitrage : Maurizio Mariani | Arbitrage : Maurizio Mariani |

| Rencontre annulée | Roumanie | 3 - 0 (tapis vert) | Norvège | Arena Națională, Bucarest |                           |
| 20h45             |          |                    |         | Arbitrage : Ali Palabıyık | Arbitrage : Ali Palabıyık |
| 20h45             | Rapport  |                    |         | Arbitrage : Ali Palabıyık | Arbitrage : Ali Palabıyık |

| 6e journée                     | Irlande du Nord | 1 - 1   | Roumanie     | Windsor Park, Belfast      |                            |
| 18 novembre 2020 20h45 (19h45) | Boyce 56e       | (0 - 0) | 81e Bicfalvi | Arbitrage : Sandro Schärer | Arbitrage : Sandro Schärer |
| 18 novembre 2020 20h45 (19h45) | Rapport         |         |              | Arbitrage : Sandro Schärer | Arbitrage : Sandro Schärer |

|       | Autriche    | 1 - 1   | Norvège   | Stade Ernst-Happel, Vienne |                            |
| 20h45 | Grbić 90+4e | (0 - 0) | 61e Zahid | Arbitrage : Benoît Bastien | Arbitrage : Benoît Bastien |
| 20h45 | Rapport     |         |           | Arbitrage : Benoît Bastien | Arbitrage : Benoît Bastien |

### Groupe 2
| Rang | Équipe    | Pts | J | G | N | P | Bp | Bc | Diff |  | Résultats (▼ dom., ► ext.) |     |     |     |     |
| ---- | --------- | --- | - | - | - | - | -- | -- | ---- |  | -------------------------- | --- | --- | --- | --- |
| 1    | Tchéquie  | 12  | 6 | 4 | 0 | 2 | 9  | 5  | +4   |  | Tchéquie                   |     | 1-2 | 1-0 | 2-0 |
| 2    | Écosse    | 10  | 6 | 3 | 1 | 2 | 5  | 4  | +1   |  | Écosse                     | 1-0 |     | 1-1 | 1-0 |
| 3    | Israël    | 8   | 6 | 2 | 2 | 2 | 7  | 7  | 0    |  | Israël                     | 1-2 | 1-0 |     | 1-1 |
| 4    | Slovaquie | 4   | 6 | 1 | 1 | 4 | 5  | 10 | -5   |  | Slovaquie                  | 1-3 | 1-0 | 2-3 |     |

| 1re journée                 | Écosse         | 1 - 1   | Israël     | Hampden Park, Glasgow                                 |                                                       |
| 4 septembre 2020 20:45 CEST | Christie 45+1e | (1 - 0) | 74e Zahavi | Spectateurs : 0 (huis clos) Arbitrage : Slavko Vinčić | Spectateurs : 0 (huis clos) Arbitrage : Slavko Vinčić |
| 4 septembre 2020 20:45 CEST | Rapport        |         |            | Spectateurs : 0 (huis clos) Arbitrage : Slavko Vinčić | Spectateurs : 0 (huis clos) Arbitrage : Slavko Vinčić |

|  | Slovaquie   | 1 - 3   | Tchéquie                                      | Tehelné pole, Bratislava                                 |                                                          |
|  | Schranz 89e | (0 - 0) | 49e Coufal · 54e (pen.) Dočkal · 87e Krmenčík | Spectateurs : 0 (huis clos) Arbitrage : Andris Treimanis | Spectateurs : 0 (huis clos) Arbitrage : Andris Treimanis |
|  | Rapport     |         |                                               | Spectateurs : 0 (huis clos) Arbitrage : Andris Treimanis | Spectateurs : 0 (huis clos) Arbitrage : Andris Treimanis |

| 2e journée                  | Tchéquie  | 1 - 2   | Écosse                          | Stade Andrův, Olomouc                                    |                                                          |
| 7 septembre 2020 20:45 CEST | Pešek 13e | (1 - 1) | 28e Dykes · 53e (pen.) Christie | Spectateurs : 0 (huis clos) Arbitrage : Serdar Gözübüyük | Spectateurs : 0 (huis clos) Arbitrage : Serdar Gözübüyük |
| 7 septembre 2020 20:45 CEST | Rapport   |         |                                 | Spectateurs : 0 (huis clos) Arbitrage : Serdar Gözübüyük | Spectateurs : 0 (huis clos) Arbitrage : Serdar Gözübüyük |

|  | Israël        | 1 - 1   | Slovaquie | Stade de Netanya, Netanya                                |                                                          |
|  | Elmkies 90+2e | (0 - 1) | 15e Ďuriš | Spectateurs : 0 (huis clos) Arbitrage : Nikola Dabanović | Spectateurs : 0 (huis clos) Arbitrage : Nikola Dabanović |
|  | Rapport       |         |           | Spectateurs : 0 (huis clos) Arbitrage : Nikola Dabanović | Spectateurs : 0 (huis clos) Arbitrage : Nikola Dabanović |

| 3e journée                 | Israël     | 1 - 2   | Tchéquie                        | Stade Sammy-Ofer, Haïfa                               |                                                       |
| 11 octobre 2020 20:45 CEST | Zahavi 56e | (0 - 1) | 14e (csc) Abu Hanna · 48e Vydra | Spectateurs : 0 (huis clos) Arbitrage : Tiago Martins | Spectateurs : 0 (huis clos) Arbitrage : Tiago Martins |
| 11 octobre 2020 20:45 CEST | Rapport    |         |                                 | Spectateurs : 0 (huis clos) Arbitrage : Tiago Martins | Spectateurs : 0 (huis clos) Arbitrage : Tiago Martins |

|  | Écosse    | 1 - 0   | Slovaquie | Hampden Park, Glasgow                     |                                           |
|  | Dykes 54e | (0 - 0) |           | Spectateurs : 93 Arbitrage : Davide Massa | Spectateurs : 93 Arbitrage : Davide Massa |
|  | Rapport   |         |           | Spectateurs : 93 Arbitrage : Davide Massa | Spectateurs : 93 Arbitrage : Davide Massa |

| 4e journée                 | Écosse    | 1 - 0   | Tchéquie | Hampden Park, Glasgow    |                          |
| 14 octobre 2020 15:00 CEST | Fraser 6e | (1 - 0) |          | Arbitrage : Felix Zwayer | Arbitrage : Felix Zwayer |
| 14 octobre 2020 15:00 CEST | Rapport   |         |          | Arbitrage : Felix Zwayer | Arbitrage : Felix Zwayer |

|            | Slovaquie            | 2 - 3   | Israël             | Stade Antona Malatinského, Trnava         |                                           |
| 20:45 CEST | Hamšík 16e · Mak 38e | (2 - 0) | 68e 76e 89e Zahavi | Arbitrage : Alejandro Hernández Hernández | Arbitrage : Alejandro Hernández Hernández |
| 20:45 CEST | Rapport              |         |                    | Arbitrage : Alejandro Hernández Hernández | Arbitrage : Alejandro Hernández Hernández |

| 5e journée                 | Slovaquie  | 1 - 0   | Écosse | Stade Antona Malatinského, Trnava |                           |
| 15 novembre 2020 15:00 CET | Greguš 31e | (1 - 0) |        | Arbitrage : István Kovács         | Arbitrage : István Kovács |
| 15 novembre 2020 15:00 CET | Rapport    |         |        | Arbitrage : István Kovács         | Arbitrage : István Kovács |

|           | Tchéquie  | 1 - 0   | Israël | Doosan Arena, Pilsen         |                              |
| 20:45 CET | Darida 7e | (1 - 0) |        | Arbitrage : Srdjan Jovanović | Arbitrage : Srdjan Jovanović |
| 20:45 CET | Rapport   |         |        | Arbitrage : Srdjan Jovanović | Arbitrage : Srdjan Jovanović |

| 6e journée                 | Tchéquie                  | 2 - 0   | Slovaquie | Doosan Arena, Pilsen     |                          |
| 18 novembre 2020 20:45 CET | Souček 17e · Ondrášek 55e | (1 - 0) |           | Arbitrage : Cüneyt Çakır | Arbitrage : Cüneyt Çakır |
| 18 novembre 2020 20:45 CET | Rapport                   |         |           | Arbitrage : Cüneyt Çakır | Arbitrage : Cüneyt Çakır |

|  | Israël      | 1 - 0   | Écosse | Stade de Netanya, Netanya    |                              |
|  | Solomon 44e | (1 - 0) |        | Arbitrage : Pawel Raczkowski | Arbitrage : Pawel Raczkowski |
|  | Rapport     |         |        | Arbitrage : Pawel Raczkowski | Arbitrage : Pawel Raczkowski |

### Groupe 3
| Rang | Équipe  | Pts | J | G | N | P | Bp | Bc | Diff |  | Résultats (▼ dom., ► ext.) |     |     |     |     |
| ---- | ------- | --- | - | - | - | - | -- | -- | ---- |  | -------------------------- | --- | --- | --- | --- |
| 1    | Hongrie | 11  | 6 | 3 | 2 | 1 | 7  | 4  | +3   |  | Hongrie                    |     | 2-3 | 1-1 | 2-0 |
| 2    | Russie  | 8   | 6 | 2 | 2 | 2 | 9  | 12 | -3   |  | Russie                     | 0-0 |     | 3-1 | 1-1 |
| 3    | Serbie  | 6   | 6 | 1 | 3 | 2 | 9  | 7  | +2   |  | Serbie                     | 0-1 | 5-0 |     | 0-0 |
| 4    | Turquie | 6   | 6 | 1 | 3 | 2 | 6  | 8  | -2   |  | Turquie                    | 0-1 | 3-2 | 2-2 |     |

| 1re journée                    | Russie                                 | 3 - 1   | Serbie          | Stade Dynamo, Moscou                                   |                                                        |
| 3 septembre 2020 20h45 (21h45) | Dziouba 49e (pen.) 82e · Karavaïev 70e | (0 - 0) | 79e A. Mitrović | Spectateurs : 0 (huis clos) Arbitrage : William Collum | Spectateurs : 0 (huis clos) Arbitrage : William Collum |
| 3 septembre 2020 20h45 (21h45) | Rapport                                |         |                 | Spectateurs : 0 (huis clos) Arbitrage : William Collum | Spectateurs : 0 (huis clos) Arbitrage : William Collum |

|               | Turquie | 0 - 1   | Hongrie        | Yeni Sivas 4 Eylül Stadyumu, Sivas                        |                                                           |
| 20h45 (21h45) |         | (0 - 0) | 81e Szoboszlai | Spectateurs : 0 (huis clos) Arbitrage : Artur Soares Dias | Spectateurs : 0 (huis clos) Arbitrage : Artur Soares Dias |
| 20h45 (21h45) | Rapport |         |                | Spectateurs : 0 (huis clos) Arbitrage : Artur Soares Dias | Spectateurs : 0 (huis clos) Arbitrage : Artur Soares Dias |

| 2e journée                  | Hongrie                  | 2 - 3   | Russie                                               | Puskás Aréna, Budapest                                   |                                                          |
| 6 septembre 2020 18:00 CEST | Sallai 63e · Nikolić 71e | (0 - 2) | 16e An. Mirantchouk · 35e Ozdoïev · 47e M. Fernandes | Spectateurs : 0 (huis clos) Arbitrage : Maurizio Mariani | Spectateurs : 0 (huis clos) Arbitrage : Maurizio Mariani |
| 6 septembre 2020 18:00 CEST | Rapport                  |         |                                                      | Spectateurs : 0 (huis clos) Arbitrage : Maurizio Mariani | Spectateurs : 0 (huis clos) Arbitrage : Maurizio Mariani |

|            | Serbie  | 0 - 0 | Turquie | Stade de l'Étoile rouge, Belgrade                         |                                                           |
| 20:45 CEST |         |       |         | Spectateurs : 0 (huis clos) Arbitrage : Alekseï Koulbakov | Spectateurs : 0 (huis clos) Arbitrage : Alekseï Koulbakov |
| 20:45 CEST | Rapport |       |         | Spectateurs : 0 (huis clos) Arbitrage : Alekseï Koulbakov | Spectateurs : 0 (huis clos) Arbitrage : Alekseï Koulbakov |

| 3e journée                 | Russie              | 1 - 1   | Turquie     | VTB Arena, Moscou                         |                                           |
| 11 octobre 2020 20:45 CEST | An. Mirantchouk 28e | (1 - 0) | 62e Karaman | Spectateurs : 5 019 Arbitrage : Matej Jug | Spectateurs : 5 019 Arbitrage : Matej Jug |
| 11 octobre 2020 20:45 CEST | Rapport             |         |             | Spectateurs : 5 019 Arbitrage : Matej Jug | Spectateurs : 5 019 Arbitrage : Matej Jug |

|  | Serbie  | 0 - 1   | Hongrie     | Stade de l'Étoile rouge, Belgrade                      |                                                        |
|  |         | (0 - 1) | 20e Könyves | Spectateurs : 0 (huis clos) Arbitrage : Sandro Schärer | Spectateurs : 0 (huis clos) Arbitrage : Sandro Schärer |
|  | Rapport |         |             | Spectateurs : 0 (huis clos) Arbitrage : Sandro Schärer | Spectateurs : 0 (huis clos) Arbitrage : Sandro Schärer |

| 4e journée                 | Russie  | 0 - 0 | Hongrie | VTB Arena, Moscou          |                            |
| 14 octobre 2020 20:45 CEST |         |       |         | Arbitrage : Michael Oliver | Arbitrage : Michael Oliver |
| 14 octobre 2020 20:45 CEST | Rapport |       |         | Arbitrage : Michael Oliver | Arbitrage : Michael Oliver |

|  | Turquie                    | 2 - 2   | Serbie                                     | Nouveau complexe sportif Ali-Sami-Yen, Istanbul |                            |
|  | Çalhanoğlu 57e · Tufan 76e | (0 - 1) | 22e Milinković-Savić · 49e (pen.) Mitrović | Arbitrage : Georgi Kabakov                      | Arbitrage : Georgi Kabakov |
|  | Rapport                    |         |                                            | Arbitrage : Georgi Kabakov                      | Arbitrage : Georgi Kabakov |

| 5e journée                 | Turquie                                    | 3 - 2   | Russie                         | Stade Şükrü Saracoğlu, Istanbul |                              |
| 15 novembre 2020 18:00 CET | Karaman 26e · Ünder 32e · Tosun 52e (pen.) | (2 - 1) | 11e Tcherychev · 57e Kouziaïev | Arbitrage : Szymon Marciniak    | Arbitrage : Szymon Marciniak |
| 15 novembre 2020 18:00 CET | Rapport                                    |         |                                | Arbitrage : Szymon Marciniak    | Arbitrage : Szymon Marciniak |

|           | Hongrie    | 1 - 1   | Serbie       | Puskás Aréna, Budapest   |                          |
| 20:45 CET | Kalmár 39e | (1 - 1) | 17e Radonjić | Arbitrage : Glenn Nyberg | Arbitrage : Glenn Nyberg |
| 20:45 CET | Rapport    |         |              | Arbitrage : Glenn Nyberg | Arbitrage : Glenn Nyberg |

| 6e journée                 | Hongrie                 | 2 - 0   | Turquie | Puskás Aréna, Budapest    |                           |
| 18 novembre 2020 20:45 CET | Sigér 57e · Varga 90+5e | (0 - 0) |         | Arbitrage : Ivan Kružliak | Arbitrage : Ivan Kružliak |
| 18 novembre 2020 20:45 CET | Rapport                 |         |         | Arbitrage : Ivan Kružliak | Arbitrage : Ivan Kružliak |

|  | Serbie                                                         | 5 - 0   | Russie | Stade de l'Étoile rouge, Belgrade |                              |
|  | Radonjić 10e · Jović 25e 45+1e · Vlahović 41e · Mladenović 64e | (4 - 0) |        | Arbitrage : Daniel Stefanski      | Arbitrage : Daniel Stefanski |
|  | Rapport                                                        |         |        | Arbitrage : Daniel Stefanski      | Arbitrage : Daniel Stefanski |

### Groupe 4
| Rang | Équipe               | Pts | J | G | N | P | Bp | Bc | Diff |  | Résultats (▼ dom., ► ext.) |     |     |     |     |
| ---- | -------------------- | --- | - | - | - | - | -- | -- | ---- |  | -------------------------- | --- | --- | --- | --- |
| 1    | Pays de Galles       | 16  | 6 | 5 | 1 | 0 | 7  | 1  | +6   |  | Pays de Galles             |     | 3-1 | 1-0 | 1-0 |
| 2    | Finlande             | 12  | 6 | 4 | 0 | 2 | 7  | 5  | +2   |  | Finlande                   | 0-1 |     | 1-0 | 2-0 |
| 3    | République d'Irlande | 3   | 6 | 0 | 3 | 3 | 1  | 4  | -3   |  | République d'Irlande       | 0-0 | 0-1 |     | 0-0 |
| 4    | Bulgarie             | 2   | 6 | 0 | 2 | 4 | 2  | 7  | -5   |  | Bulgarie                   | 0-1 | 1-2 | 1-1 |     |

| 1re journée                    | Bulgarie  | 1 - 1   | République d'Irlande | Stade national Vassil-Levski, Sofia                   |                                                       |
| 3 septembre 2020 20h45 (21h45) | Kraev 57e | (0 - 0) | 90+4e Duffy          | Spectateurs : 0 (huis clos) Arbitrage : Dennis Higler | Spectateurs : 0 (huis clos) Arbitrage : Dennis Higler |
| 3 septembre 2020 20h45 (21h45) | Rapport   |         |                      | Spectateurs : 0 (huis clos) Arbitrage : Dennis Higler | Spectateurs : 0 (huis clos) Arbitrage : Dennis Higler |

|               | Finlande | 0 - 1   | Pays de Galles | Stade olympique d'Helsinki, Helsinki                   |                                                        |
| 20h45 (21h45) |          | (0 - 0) | 81e Moore      | Spectateurs : 0 (huis clos) Arbitrage : Daniel Siebert | Spectateurs : 0 (huis clos) Arbitrage : Daniel Siebert |
| 20h45 (21h45) | Rapport  |         |                | Spectateurs : 0 (huis clos) Arbitrage : Daniel Siebert | Spectateurs : 0 (huis clos) Arbitrage : Daniel Siebert |

| 2e journée                     | Pays de Galles    | 1 - 0   | Bulgarie | Cardiff City Stadium, Cardiff                           |                                                         |
| 6 septembre 2020 15h00 (14h00) | N. Williams 90+5e | (0 - 0) |          | Spectateurs : 0 (huis clos) Arbitrage : Fabio Verissimo | Spectateurs : 0 (huis clos) Arbitrage : Fabio Verissimo |
| 6 septembre 2020 15h00 (14h00) | Rapport           |         |          | Spectateurs : 0 (huis clos) Arbitrage : Fabio Verissimo | Spectateurs : 0 (huis clos) Arbitrage : Fabio Verissimo |

|               | République d'Irlande | 0 - 1   | Finlande   | Aviva Stadium, Dublin                                 |                                                       |
| 18h00 (17h00) |                      | (0 - 0) | 65e Jensen | Spectateurs : 0 (huis clos) Arbitrage : Fabio Maresca | Spectateurs : 0 (huis clos) Arbitrage : Fabio Maresca |
| 18h00 (17h00) | Rapport              |         |            | Spectateurs : 0 (huis clos) Arbitrage : Fabio Maresca | Spectateurs : 0 (huis clos) Arbitrage : Fabio Maresca |

| 3e journée                 | République d'Irlande | 0 - 0 | Pays de Galles | Aviva Stadium, Dublin               |                                     |
| 10 octobre 2020 15:00 CEST |                      |       |                | Arbitrage : Anastasios Sidiropoulos | Arbitrage : Anastasios Sidiropoulos |
| 10 octobre 2020 15:00 CEST | Rapport              |       |                | Arbitrage : Anastasios Sidiropoulos | Arbitrage : Anastasios Sidiropoulos |

|            | Finlande                | 2 - 0   | Bulgarie | Stade olympique d'Helsinki, Helsinki |                             |
| 18:00 CEST | Taylor 52e · Jensen 67e | (0 - 0) |          | Arbitrage : Erik Lambrechts          | Arbitrage : Erik Lambrechts |
| 18:00 CEST | Rapport                 |         |          | Arbitrage : Erik Lambrechts          | Arbitrage : Erik Lambrechts |

| 4e journée                 | Finlande   | 1 - 0   | République d'Irlande | Stade olympique d'Helsinki, Helsinki |                            |
| 14 octobre 2020 18:00 CEST | Jensen 67e | (0 - 0) |                      | Arbitrage : Lionel Tschudi           | Arbitrage : Lionel Tschudi |
| 14 octobre 2020 18:00 CEST | Rapport    |         |                      | Arbitrage : Lionel Tschudi           | Arbitrage : Lionel Tschudi |

|            | Bulgarie | 0 - 1   | Pays de Galles  | Stade national Vassil-Levski, Sofia |                            |
| 20:45 CEST |          | (0 - 0) | 85e J. Williams | Arbitrage : Aliyar Aghayev          | Arbitrage : Aliyar Aghayev |
| 20:45 CEST | Rapport  |         |                 | Arbitrage : Aliyar Aghayev          | Arbitrage : Aliyar Aghayev |

| 5e journée                 | Bulgarie         | 1 - 2   | Finlande             | Stade national Vassil-Levski, Sofia |                            |
| 15 novembre 2020 18:00 CET | Iliev 68e (pen.) | (0 - 2) | 7e Pukki · 45+1e Lod | Arbitrage : Donatas Rumšas          | Arbitrage : Donatas Rumšas |
| 15 novembre 2020 18:00 CET | Rapport          |         |                      | Arbitrage : Donatas Rumšas          | Arbitrage : Donatas Rumšas |

|           | Pays de Galles | 1 - 0   | République d'Irlande | Cardiff City Stadium, Cardiff |                            |
| 18:00 CET | Brooks 67e     | (0 - 0) |                      | Arbitrage : Petr Ardeleanu    | Arbitrage : Petr Ardeleanu |
| 18:00 CET | Rapport        |         |                      | Arbitrage : Petr Ardeleanu    | Arbitrage : Petr Ardeleanu |

| 6e journée                 | République d'Irlande | 0 - 0 | Bulgarie | Aviva Stadium, Dublin       |                             |
| 18 novembre 2020 20:45 CET |                      |       |          | Arbitrage : Lawrence Visser | Arbitrage : Lawrence Visser |
| 18 novembre 2020 20:45 CET | Rapport              |       |          | Arbitrage : Lawrence Visser | Arbitrage : Lawrence Visser |

|  | Pays de Galles                     | 3 - 1   | Finlande  | Cardiff City Stadium, Cardiff |                               |
|  | Wilson 29e · James 46e · Moore 84e | (1 - 0) | 63e Pukki | Arbitrage : Jesús Gil Manzano | Arbitrage : Jesús Gil Manzano |
|  | Rapport                            |         |           | Arbitrage : Jesús Gil Manzano | Arbitrage : Jesús Gil Manzano |

## Classement général
Légende des classements
- Promotion en Ligue A pour la saison 2022-2023
- Relégation en Ligue C pour la saison 2022-2023

| Classement de la phase de groupe \| Ligue B \| Ligue B \| Ligue B \| Ligue B \| Ligue B \| Ligue B \| Ligue B \| Ligue B \| Ligue B \| Ligue B \| Ligue B \| \| Rang \| Nation \| Parcours \| Gr. \| MJ \| G \| N \| P \| Pts \| Bp \| Bc \| \| ------- \| --------------- \| ------------------------------- \| ------- \| ------- \| ------- \| ------- \| ------- \| ------- \| ------- \| ------- \| \| 17e \| Pays de Galles \| Meilleur premier de groupe \| 4 \| 6 \| 5 \| 1 \| 0 \| 16 \| 7 \| 1 \| \| 18e \| Autriche \| 2e meilleur premier de groupe \| 1 \| 6 \| 4 \| 1 \| 1 \| 13 \| 9 \| 6 \| \| 19e \| Tchéquie \| 3e meilleur premier de groupe \| 2 \| 6 \| 4 \| 0 \| 2 \| 12 \| 9 \| 5 \| \| 20e \| Hongrie \| 4e meilleur premier de groupe \| 3 \| 6 \| 3 \| 2 \| 1 \| 11 \| 7 \| 4 \| \| \| \| \| \| \| \| \| \| \| \| \| \| 21e \| Finlande \| Meilleur deuxième de groupe \| 4 \| 6 \| 4 \| 0 \| 2 \| 12 \| 7 \| 5 \| \| 22e \| Norvège \| 2e meilleur deuxième de groupe \| 1 \| 6 \| 3 \| 1 \| 2 \| 10 \| 12 \| 7 \| \| 23e \| Écosse \| 3e meilleur deuxième de groupe \| 2 \| 6 \| 3 \| 1 \| 2 \| 10 \| 5 \| 4 \| \| 24e \| Russie \| 4e meilleur deuxième de groupe \| 3 \| 6 \| 2 \| 2 \| 2 \| 8 \| 9 \| 12 \| \| \| \| \| \| \| \| \| \| \| \| \| \| 25e \| Israël \| Meilleur troisième de groupe \| 2 \| 6 \| 2 \| 2 \| 2 \| 8 \| 7 \| 7 \| \| 26e \| Roumanie \| 2e meilleur troisième de groupe \| 1 \| 6 \| 2 \| 2 \| 2 \| 8 \| 8 \| 9 \| \| 27e \| Serbie \| 3e meilleur troisième de groupe \| 3 \| 6 \| 1 \| 3 \| 2 \| 6 \| 9 \| 7 \| \| 28e \| Irlande \| 4e meilleur troisième de groupe \| 4 \| 6 \| 0 \| 3 \| 3 \| 3 \| 1 \| 4 \| \| \| \| \| \| \| \| \| \| \| \| \| \| 29e \| Turquie \| Meilleur quatrième de groupe \| 3 \| 6 \| 1 \| 3 \| 2 \| 6 \| 6 \| 8 \| \| 30e \| Slovaquie \| 2e meilleur quatrième de groupe \| 2 \| 6 \| 1 \| 1 \| 4 \| 4 \| 5 \| 10 \| \| 31e \| Bulgarie \| 3e meilleur quatrième de groupe \| 4 \| 6 \| 0 \| 2 \| 4 \| 2 \| 2 \| 7 \| \| 32e \| Irlande du Nord \| 4e meilleur quatrième de groupe \| 1 \| 6 \| 0 \| 2 \| 4 \| 2 \| 4 \| 11 \| |                 |                                 |     |    |   |   |   |     |    |    |
| Ligue B |                 |                                 |     |    |   |   |   |     |    |    |
| Rang | Nation          | Parcours                        | Gr. | MJ | G | N | P | Pts | Bp | Bc |
| 17e | Pays de Galles  | Meilleur premier de groupe      | 4   | 6  | 5 | 1 | 0 | 16  | 7  | 1  |
| 18e | Autriche        | 2e meilleur premier de groupe   | 1   | 6  | 4 | 1 | 1 | 13  | 9  | 6  |
| 19e | Tchéquie        | 3e meilleur premier de groupe   | 2   | 6  | 4 | 0 | 2 | 12  | 9  | 5  |
| 20e | Hongrie         | 4e meilleur premier de groupe   | 3   | 6  | 3 | 2 | 1 | 11  | 7  | 4  |
| |                 |                                 |     |    |   |   |   |     |    |    |
| 21e | Finlande        | Meilleur deuxième de groupe     | 4   | 6  | 4 | 0 | 2 | 12  | 7  | 5  |
| 22e | Norvège         | 2e meilleur deuxième de groupe  | 1   | 6  | 3 | 1 | 2 | 10  | 12 | 7  |
| 23e | Écosse          | 3e meilleur deuxième de groupe  | 2   | 6  | 3 | 1 | 2 | 10  | 5  | 4  |
| 24e | Russie          | 4e meilleur deuxième de groupe  | 3   | 6  | 2 | 2 | 2 | 8   | 9  | 12 |
| |                 |                                 |     |    |   |   |   |     |    |    |
| 25e | Israël          | Meilleur troisième de groupe    | 2   | 6  | 2 | 2 | 2 | 8   | 7  | 7  |
| 26e | Roumanie        | 2e meilleur troisième de groupe | 1   | 6  | 2 | 2 | 2 | 8   | 8  | 9  |
| 27e | Serbie          | 3e meilleur troisième de groupe | 3   | 6  | 1 | 3 | 2 | 6   | 9  | 7  |
| 28e | Irlande         | 4e meilleur troisième de groupe | 4   | 6  | 0 | 3 | 3 | 3   | 1  | 4  |
| |                 |                                 |     |    |   |   |   |     |    |    |
| 29e | Turquie         | Meilleur quatrième de groupe    | 3   | 6  | 1 | 3 | 2 | 6   | 6  | 8  |
| 30e | Slovaquie       | 2e meilleur quatrième de groupe | 2   | 6  | 1 | 1 | 4 | 4   | 5  | 10 |
| 31e | Bulgarie        | 3e meilleur quatrième de groupe | 4   | 6  | 0 | 2 | 4 | 2   | 2  | 7  |
| 32e | Irlande du Nord | 4e meilleur quatrième de groupe | 1   | 6  | 0 | 2 | 4 | 2   | 4  | 11 |

## Buteurs
Mise à jour : après les rencontres du 18 novembre
| 6 buts - Erling Haaland | 5 buts - Eran Zahavi | 3 buts - Fredrik Jensen - Alexander Sørloth |  |

2 buts
- Adrian Grbić
- Michael Gregoritsch
- Ryan Christie (dont 1 penalty)
- Lyndon Dykes
- Teemu Pukki
- Kieffer Moore
- Artyom Dziouba (dont 1 penalty)
- Anton Mirantchouk
- Luka Jović
- Aleksandar Mitrović (dont 1 penalty)
- Nemanja Radonjić
- Kenan Karaman

1 but
- Christoph Baumgartner
- Karim Onisiwo
- Marcel Sabitzer (dont 1 penalty)
- Louis Schaub
- Alessandro Schöpf
- Dimitar Iliev (dont 1 penalty)
- Bozhidar Kraev
- Ryan Fraser
- Robin Lod
- Robert Taylor
- Zsolt Kalmár
- Norbert Könyves
- Nemanja Nikolić
- Roland Sallai
- Dávid Sigér
- Dominik Szoboszlai
- Kevin Varga
- Shane Duffy
- Liam Boyce
- Josh Magennis
- Paddy McNair
- Gavin Whyte
- Ilay Elmkies
- Manor Solomon
- Mohamed Elyounoussi
- Ghayas Zahid
- Davod Brooks
- Daniel James
- Jonathan Williams
- Neco Williams
- Harry Wilson
- Denis Alibec
- Eric Bicfalvi
- Dragoș Grigore
- Alexandru Maxim
- George Pușcaș
- Mário Fernandes
- Viatcheslav Karavaïev
- Daler Kouziaïev
- Magomed Ozdoïev
- Denis Tcherychev
- Sergej Milinković-Savić
- Filip Mladenović
- Dušan Vlahović
- Michal Ďuriš
- Ján Greguš
- Marek Hamšík
- Róbert Mak
- Ivan Schranz
- Vladimír Coufal
- Vladimír Darida
- Bořek Dočkal
- Michael Krmenčík
- Zdeněk Ondrášek
- Jakub Pešek
- Tomáš Souček
- Matěj Vydra
- Hakan Çalhanoğlu
- Cenk Tosun (dont 1 penalty)
- Ozan Tufan
- Cengiz Ünder

1 csc
- Stuart Dallas (pour la  Norvège)
- Joel Abu Hanna (pour la  Tchéquie)